# تاهله، مراکش
تاهله (به فرانسوی: Tahla) یک منطقهٔ مسکونی در مراکش است که در Taza Province واقع شده‌است.
 تاهله  ۲۵٬۶۵۵ نفر جمعیت دارد.